# Adrienne Ségur
Adrienne Ségur (23 novembre 1901 - 11 août 1981) est une illustratrice française de livres pour enfants.

## Biographie
Ségur est née à Athènes, Grèce, dans la famille de l'écrivain français Nicolas Ségur. Vers 1932, elle épouse le poète et penseur égyptien Mounir Hafez .
Ségur publie ses premières illustrations sous le nom d'Adrienne Nouvel.
En 1936, Ségur apparait dans la rubrique enfants du Figaro où elle réalise toutes les illustrations. Elle devient directrice de la page jeunesse du Figaro et y restera jusqu'en 1939.
Les illustrations de Ségur ont été révélées par la maison d'édition Flammarion dans les années 1950 et 1960. Elle illustre le plus souvent des livres de contes pour enfants : Contes d'Andersen, Histoire d'un casse-noisette ou Les contes de Perrault.
Elle cesse de dessiner à partir de 1973.
Adrienne Ségur est décédée au Plessis-Robinson en 1981.

## Œuvres
En tant qu'illustratrice :
- André Maurois, Le pays des trente-six mille volontés, Hachette, 1931
- Cotonnet aviateur, Firmin Didot, 1932
- Les Contes de Perrault, Société universitaire d'édition et de librairie, 1934
- Alice au Pays des merveilles, Flammarion, 1949
- Il était une fois... Vieux contes français' ', Flammarion, 1951
- Le livre des bêtes enchantées, Flammarion, 1959
- Colette, L'Enfant et les sortilèges, Colette Flammarion, 1967
- La rose de Noël, Flammarion, 1975